# ساقية أبو شعرة
ساقية أبو شعرة إحدى قرى مركز أشمون التابع لمحافظة المنوفية بجمهورية مصر العربية، ومن أعلامها عبد الوهاب الشعراني أحد أئمة الشافعية.

## التاريخ
ذكر محمد رمزي في كتابه القاموس الجغرافي للبلاد المصرية أن ساقية أبي شعرة من القرى القديمة، واسمها الأصلي «منيل أبو شعرة»، حيث ذكرها ابن الجيعان في كتابه «التحفة السنية بأسماء البلاد المصرية»، أنها من الأعمال المنوفية، حيث قال أن سملاهية ومنيل أبو شعرة مساحتها 1,909 فدان. وقد استقر اسمها الحالي منذ سنة 1224هـ/1809م حيث وردت بهذا الاسم في تأريخ تلك السنة. كذلك ذكرها علي باشا مبارك في كتابه الخطط التوفيقية، حيث ذكر أنها من قرى مديرية المنوفية بقسم سبك، وأن بها جامع بمقام للشيخ علي الفرماوي، ومعمل دجاج.

## البنية التحتية
تدنى حالة الخدمات المقدمة لهم سواء حالة مياه الشرب وعدم الانتهاء من مشروع الصرف الصحى بالقرية وسوء حالة الخبز المدعّم من الدولة، إضافة إلى الأعطال في الكهرباء.

## السكان
بلغ عدد سكان ساقية أبو شعرة 14,654 نسمة، حسب الإحصاء الرسمي لعام 2006.

## الاقتصاد
يحترف أهل القرية صناعة السجاد اليدوي ويعمل بها نحو 80 % من أبناء القرية، والذي حاز شهرة عالمية ويتم تصديره إلى الخارج، إلا أن تلك الصناعة بدأت تعاني من الركود وفي طريقها للاندثار، نظرًا للمشاكل التي تواجه أبناء القرية في توفير الخامات والتمويل والتسويق للإنتاج.